# Плопі (Телеорман)
Плопі (рум. Plopi) — село у повіті Телеорман в Румунії. Входить до складу комуни Беука.
Село розташоване на відстані 89 км на захід від Бухареста, 44 км на північний захід від Александрії, 93 км на схід від Крайови.

## Населення
За даними перепису населення 2002 року у селі проживали 282 особи, усі — румуни. Усі жителі села рідною мовою назвали румунську.